# Noah Granigan
Noah Granigan, né le 18 janvier 1996 à Cape May Court House, est un coureur cycliste américain.

## Biographie
Noah Granigan est originaire de Cape May Court House, une commun située dans le New Jersey. Il est le petit-fils de Joe Saling, un ancien coureur cycliste, qui s'est reconverti dans l'organisation de courses. 
Il commence le cyclisme à l'âge de neuf ans. Dès l'année suivante, il s'impose sur le championnat régional du New Jersey, dans la catégorie des 10-12 ans. Il se classe ensuite du championnat des États-Unis sur route juniors (moins de 19 ans) en 2014. 
En 2017, il remporte le critérium du championnat des États-Unis des collegiate. Il triomphe également sur le  Tour de Somerville, sous les yeux de son grand-père Joe Saling, qui commente l'épreuve en tant que speaker.

## Palmarès sur route

### Par année
- 2014
  - Tour de Somerville juniors
  - 2e du championnat des États-Unis sur route juniors
- 2016
  - CU Buff Road Race
  - Oldmans Township Time Trial
- 2017
  - Tour de Somerville
  - Tour of Washington County
  - 2e du championnat des États-Unis de poursuite par équipes
- 2018
  - Louisville Criterium
  - 2e du Wilmington Grand Prix
  - 2e du championnat des États-Unis sur route espoirs
  - 3e de la Gateway Cup
- 2019
  - 4e étape de la Redlands Bicycle Classic
  - 4e étape de la Gateway Cup
  - 2e de la Gateway Cup
- 2021
  - 3e du Grand Prix Mediterrennean
  - 3e de la Clarendon Cup
  - 3e du Grand Prix Erciyes
- 2022
  - 2e étape de la Joe Martin Stage Race
  - 2e de la Joe Martin Stage Race
- 2023
  - 1re étape de la Redlands Bicycle Classic
  - 3e du Tour de Somerville
  - 3e du Tulsa Tough
- 2024
  - Oredigger Classic

### Classements mondiaux
| Année                                 | 2018  | 2019  | 2020 | 2021 | 2022  | 2023 | 2024  |
| ------------------------------------- | ----- | ----- | ---- | ---- | ----- | ---- | ----- |
| Classement mondial                    | 1488e | 2888e | nc   | 855e | 1066e | nc   | 3201e |
| UCI America Tour                      | 151e  | 478e  | nc   | 103e | 124e  | nc   | nc    |
|                                       |       |       |      |      |       |      |       |
| Légende : nc = non classéSource : UCI |       |       |      |      |       |      |       |